# 217年
| 千纪： | 1千纪                                                                                           |
| 世纪： | 2世纪 \| 3世纪 \| 4世纪                                                                         |
| 年代： | 180年代 \| 190年代 \| 200年代 \| 210年代 \| 220年代 \| 230年代 \| 240年代                       |
| 年份： | 212年 \| 213年 \| 214年 \| 215年 \| 216年 \| 217年 \| 218年 \| 219年 \| 220年 \| 221年 \| 222年 |
| 纪年： | 丁酉年（鸡年）；东汉建安二十二年                                                                |

## 大事记
- 中國
  - 二月，曹操由居巢進攻濡須的孫權，爆發第二次濡須之戰。至三月回師，孫權派使到曹操處修好關係。
  - 四月，曹操授賜設天子旌旗，出入有警蹕。十月，再授賜十王冠、二綵帶，乘金根車，駕六馬，設五時副車。
  - 法正游說劉備進攻漢中，劉備答應，張飛、吳蘭等先行，曹將曹洪抵擋。漢中之戰爆發。
  - 孫軍魯肃死，呂蒙代任。
  - 曹將金禕聯耿紀、吉本、韋晃等謀反，欲佔許都，外連關羽。
  - 魏國領土冬季發生嚴重疫疾，造成多人喪生，建安七子中有四人死於這場疫症。此後再也沒建安七子。
- 羅馬帝國
  - 羅馬皇帝卡拉卡拉在出征帕提亞時被近衛軍殺死。

## 各国领袖

### 亞洲
- 中國（東漢）
  - 君主：漢獻帝（189年－220年）
  - 實質掌權者: 曹操（丞相、魏王216-220）
  - 主要州牧：曹操、孙权、劉備
- 日本 - 神功皇后（攝政，200年－270年）
- 泰米尔哲罗（Chera）王朝 - Yanaikat-sey Mantaran Cheral（201年－241年）
- 亚美尼亚 - 霍斯羅夫一世, 亚美尼亚国王 (198-217)
- 朝鲜半岛 (朝鲜三国时代)
  - 百济 - 仇首王, 百济王 (214–234)
  - 金官伽耶 - 居登王, 伽耶王 (199-259)
  - 高句丽 - 山上王, 高句丽王 (197–227)
  - 新罗 - 奈解尼師今, 新罗王 (196–230)
- 高加索伊比利亚王国 - Vache（英语：Vache of Iberia）, 伊比利亚王 (216-234)
- 贵霜帝国 - 韋蘇提婆一世（Vasudeva I） (c.191-225)
- 安息帝国 - 
  1. Vologases六世（英语：Vologases VI of Parthia）, 帕提亚国王 (c.208-228)
  2. 阿尔达班四世, 帕提亚国王 (c.208-228)

### 欧洲
- 罗马帝国 - 
  1. 卡拉卡拉, 罗马皇帝 (211-217)
  2. 马克里努斯, 罗马皇帝 (217-218)

### 非洲
- 库什王朝 (Kush) - Aryesbokhe国王 (215-225)

## 出生
- 賈充，西晉開國功臣，備受司馬炎重用。
- 傅玄，晉初文學家。

## 逝世
- 鲁肃，孫權麾下重要謀士（172年出生）45岁。
- 凌统，孙权麾下名将，28岁。
- 吳蘭、雷銅，劉備手下將領，在下辦死於亂軍之中。
- 司馬朗，司馬懿之兄（171年出生）47岁。
- 陳琳，「建安七子」之一。
- 徐幹，「建安七子」之一。
- 王粲，「建安七子」之一。
- 應瑒，「建安七子」之一。
- 劉楨，「建安七子」之一。
- 羅馬皇帝卡拉卡拉